# Stołów
Der Stołów (deutsch: Tischberg) ist ein Berg in Polen. Mit einer Höhe von 1035 m ist er einer der höheren Berge  im Barania-Kamm in den Schlesischen Beskiden. Der Berg ist ein beliebtes Touristenziel mit vielen Ausblicken auf die benachbarten Gebirge und das Tiefland. Der Berg liegt auf den Gemeindegebieten von Brenna und Bielsko-Biała.

## Tourismus
- Auf den Gipfel führen mehrere markierte Wanderwege von Brenna, Bielsko-Biała und Szczyrk.